# جاف (فلم)
جاف (بالإنجليزية: Dry)، هُو فيلم دراما نيجيري صدر سنة 2014 وأخرجته ستيفاني أوكيريكي لينوس. الفيلم من بطولة كُل من ستيفاني أوكيريكي لينوس وليز بنسون وويليام ماكنامارا وداروين شو.

## وصلات خارجية
- الموقع الرسمي
- جاف  في قاعدة بيانات الأفلام على الإنترنت (بالإنجليزية)
- مقالات تستعمل روابط فنية بلا صلة مع ويكي بيانات